# Tabalugas Achterbahn
Tabalugas Achterbahn is een familieachtbaan in het Duitse Plopsaland Deutschland te Haßloch. Tabalugas Achterbahn is gebouwd door de Duitse attractiebouwer Zierer en is van het model Force Two. De baan heeft een hoogte van 9 meter, een lengte van 222 meter en een maximale snelheid van 40 km/h. 